# 線性關係
在现代学术界中，線性關係一詞存在2种不同的含义。其一，若某數學函數或数量关系的函数图形呈現為一條直線或線段，那么这种关系就是一种線性的關係。其二，在代数学和数学分析学中，如果一种运算同时满足特定的“可加性”和“齐次性”，则称这种运算是线性的。

## 定义
如果稱一個数学函數{\displaystyle L(x)}為線性的，可以是指：
- 定义1：{\displaystyle L(x)}是個只擁有一個變數的一階多項式函數，即是可以表示為{\displaystyle L(x)=kx+b} 的形式（其中{\displaystyle k,b}為常数）。
- 定义2：{\displaystyle L(x)}具有以下兩個性質：
  - 可加性：{\displaystyle L(x+t)=L(x)+L(t)}
  - 一次齊次性：{\displaystyle L(mx)=mL(x)}

需要注意这2种定义分别描述的是2类不同的事物。研究高等数学的数学家一般只认定义2（有例外，如高等数学“线性回归”理论中“线性函数”概念的定义），但初等数学和许多非数学学科的书籍会习惯把定义1当作线性关系的概念（有的没有明确给出定义，但确是如此理解和使用的）。这种术语间的细微差异如果不注意的话，就容易引起混淆。
定义1的定义动机是把函数图像为直线的数量关系称作线性的关系。从这种几何意义出发，定义1本来不具有对多元函数进行推广的必要，因为形如{\displaystyle f(x_{1},x_{2},...,x_{n})=k_{1}*x_{1}+k_{2}*x_{2}+...+k_{n}*x_{n}+b}的函数（其中各个{\displaystyle k_{i}}和{\displaystyle b}均為常数）的图形根本不是直线，而是平面或超平面，因此也就谈不上“线”性了。但还是有这种做法出现，如有“多元线性方程组”的叫法（叫“多元超平面方程组”可能更合适）。
但是，如果只考慮二維實數平面，則定義1可藉由坐標移軸之後而符合定義2的型式。故要視定義1.為線性，實質上需要嚴格的限制條件，或者說，定義1其實是由定義2在受到某些條件限制下所產生的變化形式。

## 例子
- 按照定义1，一次函数描述的都是不同变量间的线性的数量关系。而高次函数描述的都不是线性的数量关系。比如{\displaystyle y_{1}=3x}，{\displaystyle y_{2}={\frac {1}{3}}x}和{\displaystyle y_{3}=3x+1}都属于这种意义下的线性函数，但{\displaystyle y_{4}=x^{2}}，{\displaystyle y_{5}=x+z}，{\displaystyle y_{6}=x+z+2}和{\displaystyle y_{7}=xz}则不是。（如果将这种意义下的“线性”概念推广到多元函数，则{\displaystyle y_{6}}也能算。事实上，“多元线性回归”中的“线性”指的就是这种线性。）
- 而按照定义2，若以一元函数为例，则截距为0的一次函数（即正比例函数）属于线性函数，但截距不为0的一次函数不属于线性函数。又如{\displaystyle y_{1}=3x}，{\displaystyle y_{2}={\frac {1}{3}}x}和{\displaystyle y_{5}=x+z}都属于这种意义下的线性函数，但{\displaystyle y_{3}=3x+1}，{\displaystyle y_{4}=x^{2}}，{\displaystyle y_{6}=x+z+2}和{\displaystyle y_{7}=xz}都不是。

## 數學
在初等数学中（主要是与方程组及一次函数有关的理论），使用的是定义1。
但在高等数学（尤其是纯数学）中所说的线性一般是用定义2来给出定义。如对线性相关和线性变换的定义。但初等数学中有关“线性”的一些习惯术语也然在高等数学沿用，如线性回归。

## 物理
在物理学中，线性的2种含义都有出现。“线性”如果是源于形容图像的形状，则其含义按定义1理解。比如线性元件的概念。一般在需要作图的实验物理学中会经常遇到这种含义，尤其是中学物理。“线性”如果是涉及数学分析学（比如说高等线性代数（即线性泛函分析）或微分方程理论）的概念，则其含义按定义2理解。一般在用到较多高深数学的理论物理学中会经常遇到这种含义。

## 应用
直线的图像容易分辨。斜率和截距通常也是变量的函数，通过测定斜率和截距，可以推知一些主要变量的数值。对于某些非直线的函数关系，比如{\displaystyle y=k*x^{2}}（假定{\displaystyle k}是未知的常系数），如果要验证实验所得的数据是否符合该非线性关系式，直接描点连线作图是难以直观地判断出数据与假设关系式的接近程度的（画出来是个抛物线）。这时可以尝试使用变量替换的方法，把非线性关系转换为线性关系，从而便于作图，也便于判断。对等式两边同时取对数可得{\displaystyle \log {y}=\log {(k*x^{2})}\rightarrow \log {y}=\log {k}+2*\log {x}}，作代换{\displaystyle y_{1}=\log {y},x_{1}=\log {x},b=\log {k}}，则可得{\displaystyle y_{1}=b+2*x_{1}}。这时再作图，就容易看出数据和假设模型的偏离程度，还可以根据截距b估算出参数k的数值。这种将非线性关系转换为线性关系后再作图的方法只适用于少数函数，但因为作图的结果一目了然，所以是一种重要的数据处理方法。

## 另見
- 非線性關係

## 脚注与参考资料

### 脚注
1. ↑  在一些非数理类的期刊上，偶尔能看到确实有文献把两者混为一谈了。如见杜杰。
2. ↑  何思谦 (总主编).  1 第1版. 山西教育出版社,中国科学技术出版社,东南大学出版社. 2002年: 108. ISBN 7504633259.
3. ↑  梁灿彬 2004，第125頁（位于第4章“恒定电流和电路”第3节“欧姆定律和焦耳定律”）上写“满足欧姆定律的元器件的伏安特性曲线显然是过原点的直线。伏安特性曲线是直线的元器件叫线性元件。”梁灿彬 2004，第297頁（位于第7章“磁介质”第3节“铁磁性与铁磁质”）上写“这条曲线的显著特点是它的非直线性（简称非线性）。”赵凯华 2003，第308頁（位于第5章“电路”第2节“各种导体的导电机制”）上写“一些半导体（如晶体管）或气态导体（如日光灯中的汞蒸气），欧姆定律不成立，其伏安特性曲线不是直线，而是不同形状的曲线。这种元件叫非线性元件。”
4. ↑  胡先进. . 物理教学探讨 (中国知网). 2013年, (02期). （原始内容存档于2020-09-24） （中文（中国大陆））. 作线性变换不仅是由于直线容易描绘，更重要的是直线的斜率和截距所包含的物理信息可以用来求取一些相关的物理量。
5. ↑  盛云生. . 物理通报 (中国知网). 2012年, (12期) （中文（中国大陆））.
6. ↑  陈春天, 魏玮. . 大学物理实验. 1997年, (01期) （中文（中国大陆））.
7. ↑  臧立志. . 物理教师. 2010, (31(4)): 57–58 （中文（中国大陆））.
8. ↑  沈志斌. . 中学物理教学参考. 2002年, (06期). （原始内容存档于2020-09-24） （中文（中国大陆））.
9. ↑  万俊峰. . 试题与研究：新课程论坛. 2010, (11期) （中文（中国大陆））.

### 脚注所引资料
- 杜杰, 刘启华. . 南京工业大学学报 (中国社会科学院官方网站). 2004年, (02期). （原始内容存档于2016-08-09） （中文（中国大陆））. 所谓线性，是指量与量之间的关系用直角坐标系形象地表示出来时是一条直线。在数学上，主要通过对算子的描述来讨论系统的线性与否... 线性系统中部分之和等于整体，描述线性系统的方程遵从叠加原理，即方程的不同解加起来仍然是方程的解。
- 梁灿彬, 秦光戎, 梁竹健. . 普通物理学教程 第2版. 高等教育出版社. 2004. ISBN 7-04-013840-9 （中文（中国大陆））.
- 赵凯华, 陈熙谋. . 新概念物理教程 第1版. 高等教育出版社. 2003. ISBN 7-04-011693-6 （中文（中国大陆））.